# Samad Seyidov
Pour les articles homonymes, voir Seyidov.
Samad Seyidov est professeur et politicien azerbaïdjanais, membre de l'Assemblée nationale d'Azerbaïdjan de la 36e circonscription électorale de Khatai.

## Vie
Seyidov est né le 18 janvier 1964 à Bakou, en Azerbaïdjan. Il est diplômé du Département des études de psychologie de l'Université d'État de Saint-Pétersbourg en Russie. À partir de 1986, il a travaillé à l'Université des langues d'Azerbaïdjan comme assistant de laboratoire, assistant de laboratoire principal, professeur principal, vice-recteur pour les questions d'éducation. En 2000, il a été nommé recteur de l'Université des langues d'Azerbaïdjan. Il est membre de l'Association internationale de psychologie analytique. En tant que recteur de l'université, il a établi des liens étroits avec des universités à l'étranger.

## Carrière politique
Seyidov a été élu député lors des élections législatives de 2000 à l'Assemblée nationale. Il a été réélu du district de Khatai à Bakou le 6 novembre 2005 lors des élections législatives de 2005. Il a également été élu président de la commission des relations internationales et interparlementaires du Parlement azerbaïdjanais. Seyidov préside également le groupe de travail sur les relations interparlementaires Azerbaïdjan-États-Unis et est membre des groupes de travail interparlementaires Azerbaïdjan-Kazakhstan et Azerbaïdjan-Arabie saoudite. Il est membre du Parti du Nouvel Azerbaïdjan.
Seyidov préside la délégation azerbaïdjanaise à l'Assemblée parlementaire du Conseil de l'Europe (APCE), qui se compose de 12 membres du Parlement. Il est membre de l'assemblée depuis le 22 janvier 2001. Seyidov est membre de la commission des questions économiques et du développement, de la commission des migrations, des réfugiés et de la population, de la commission pour le respect des obligations et engagements des États membres du Conseil de l'Europe (Commission de suivi), commission des questions politiques, sous-commission pour la prévention des conflits par le dialogue et la réconciliation et sous-commission des relations extérieures. Il agit actuellement en tant que corapporteur de l'Assemblée parlementaire du Conseil de l'Europe (APCE) pour le suivi de la Serbie.
Samad Seyidov parle couramment l'anglais et le russe. Il est marié et a deux enfants.

## Prix
- Légion d'honneur, du troisième degré (Chevalier) – 2011[6]
- Médaille "90e anniversaire du service diplomatique de la République d'Azerbaïdjan (1919-2009)" – 2018
- Médaille du 100e anniversaire de la République démocratique d'Azerbaïdjan – 2019
- Ordre de la Gloire – 2024[7]